# Vy (Burkina Faso)
Pour les articles homonymes, voir Vy.
Vy est une commune rurale située dans le département de Bagassi de la province des Balé au Burkina Faso.

## Éducation et santé
La commune accueille un centre de santé et de promotion sociale (CSPS).